# Mosaïque de l'Ecclesia Mater
La mosaïque de l'Ecclesia Mater est une mosaïque tombale paléochrétienne découverte à Tabarka, en Tunisie, montrant une représentation schématique d'une église. Elle est conservée au musée national du Bardo, à Tunis. C'est un document fondamental pour la connaissance des basiliques paléochrétiennes.

## Histoire
L'œuvre date du IVe siècle, selon Aïcha Ben Abed, ou du Ve siècle, selon Mohamed Yacoub. Elle a été découverte en 1904 dans les ruines d'une chapelle dédiée à des martyrs, située à l'ouest de Tabarka. Le site a livré de nombreuses dalles funéraires du milieu du IVe siècle à la fin du VIe siècle, dont la mosaïque de l'Ecclesia Mater est la plus précieuse.
Cette dalle de production locale est conservée au musée national du Bardo sous le numéro d'inventaire A. 307.

## Description
La mosaïque mesure 2,28 × 1,65 mètre.
Le bâtiment est présenté en perspective rabattue, à la fois de face et en coupe, pour en montrer l'agencement intérieur. Les éléments sont vus à la fois de l'extérieur et de l'intérieur, avec une rupture de la perspective, afin de faire figurer le plus d'informations possible. Le côté droit de la nef est figuré par la colonnade et le sol, alors que le côté gauche est représenté par des colonnes tronquées.
L'édifice à trois nefs comporte un grand arc triomphal supporté par des colonnes corinthiennes, qui donne accès par une volée de quatre marches à une abside voûtée, le presbyterium.
La nef centrale est figurée en coupe par une ligne de sept colonnes doriques. Sur l'autel brûlent trois cierges ; au-dessous devait se situer la tombe d'un martyr ou un dépôt de reliques marqué par une grille ajourée. Le presbyterium est en connexion avec la nef. Au sol, une succession de six colombes sont tournées vers l'autel, séparées par des roses ; deux d'entre elles, s'affrontant au niveau de l'autel, symbolisent les âmes des fidèles.
Sur le mur figurent six fenêtres. Le toit en charpente à double pente est couvert de tuiles romaines.
La façade, tout à fait à droite, est surmontée d'un fronton triangulaire percé de trois fenêtres.
L'inscription tient sur deux lignes : ECCLESIA MATER (« Église mère »), le refuge des fidèles, et une épitaphe VALENTIA IN PACAE (pour Valentia in pace : « Valentia en paix »), nom de la défunte.

## Interprétation
La mosaïque symbolise l'Église mère qui accueille la défunte. Le mosaïste, suivant les conventions de l'Antiquité tardive, offre un « exemple parfait de la figuration aplanie et de la représentation synthétique d'un édifice ». Les conventions adoptées sont fantaisistes, chaque élément étant représenté de façon autonome et maladroite. Cette technique de représentation en perspective rabattue est utilisée jusqu'au Moyen Âge. La mosaïque de l'Ecclesia mater constitue un témoignage du passage d'un christianisme intimiste, qui se déroulait souvent dans des lieux privés, à l'architecture de la basilique chrétienne, habituelle après l'édit de Constantin en 312. Elle est, selon Mohamed Yacoub, d'une « grande importance pour l'étude de l'architecture religieuse chrétienne primitive ».